# 하나조노정
하나조노정(花園町)은 사이타마현 북서부에 위치했던 정이다. 복수초 생산으로 전국 최대 출하액을 자랑하던 인구 1.27만 마을. 2006년 1월 1일에 (구) 후카야 시, 오카베 정, 가와모토 정과 합병해 후카야시가 되었다

## 역사
마을 이름의 유래: 요리이쵸 스에노에 존재했던 전국시대에 후지타 야스쿠니가 영유한 '하나조노 성'에서 유래되었다.
- 1889년 4월 1일 - 정촌제 시행과 함께 한자와군 하나조노촌이 성립하였다.
- 1896년 3월 29일 - 한자와군이 하라군, 오부스마군과 함께 오사토군에 편입되었다.
- 1983년 6월 1일 - 하나조노촌이 정으로 승격해 하나조노정이 되었다.
- 2006년 1월 1일 - (구)후카야시, 오카베정, 가와모토정이 합병해 후카야시가 되었다.

## 교통

### 철도
- 지치부 철도 지치부 선

### 도로
- 간에쓰 자동차도
- 국도 140호선
- 국도 254호선